# Voleibol de praia nos Jogos Sul-Americanos de Praia de 2019
As competições de voleibol de praia nos Jogos Sul-Americanos de Praia de 2019 ocorreram entre 14 e 16 de março em um total de 2 eventos. As competições aconteceram no Balneário La Florida, localizado em Rosário, Argentina.

## Forma de disputa
As competições de voleibol de praia foram disputadas por atletas sem restrição de idade. O torneio masculino foi disputado por dezesseis duplas divididas em quatro grupos, com as duas melhores equipes de cada grupo avançando à fase eliminatória. O torneio feminino possuiu a mesma fórmula de disputa mas foi contestado dezessete duplas.

## Calendário
| G | Fase de grupos | ¼ | Quartas de final | ½ | Semifinais | B | Disputa pelo bronze | F | Final |

| Voleibol de praia | Qui 14 | Sex 15 | Sex 15 | Sáb 16 | Sáb 16 | Sáb 16 |
| ----------------- | ------ | ------ | ------ | ------ | ------ | ------ |
| Masculino         | G      | G      | ¼      | ½      | B      | F      |
| Feminino          | G      | G      | ¼      | ½      | B      | F      |

## Participantes
Ao todo, 33 duplas representando nove países se inscreveram, dezesseis duplas no torneio masculino e dezessete duplas no feminino.
| - ARG Argentina (4) - ARU Aruba (2) - BRA Brasil (2) | - BOL Bolívia (2) - CHI Chile (4) - COL Colômbia (3) | - ECU Equador (3) - GUY Guiana (1) - PAR Paraguai (3) | - PER Peru (2) - SUR Suriname (1) - URU Uruguai (4) | - VEN Venezuela (2) |

## Medalhistas
| Evento             | Ouro                                             | Prata                                         | Bronze                                     |
| ------------------ | ------------------------------------------------ | --------------------------------------------- | ------------------------------------------ |
| Masculino detalhes | Mauricio Vieyto Marco Cairús URU Uruguai         | Nicolás Capogrosso Julián Azaad ARG Argentina | Adrielson Emanuel Renato Andrew BRA Brasil |
| Feminino detalhes  | Ana Patrícia Ramos Rebecca Cavalcante BRA Brasil | Ana Gallay Fernanda Pereyra ARG Argentina     | Diana Ríos Yuli Ayala COL Colômbia         |

## Quadro de medalhas
| Ordem | País          | Medalha de ouro | Medalha de prata | Medalha de bronze | Total | Ordem por total |
| ----- | ------------- | --------------- | ---------------- | ----------------- | ----- | --------------- |
| 1     | BRA Brasil    | 1               |                  | 1                 | 2     | 1               |
| 2     | URU Uruguai   | 1               |                  |                   | 1     | 2               |
| 3     | ARG Argentina |                 | 2                |                   | 2     | 3               |
| 4     | COL Colômbia  |                 |                  | 1                 | 1     | 4               |
| TOTAL | TOTAL         | 2               | 2                | 2                 | 6     | —               |